# ديفيد لايلي جيفري
ديفيد لايلي جيفري هو مؤلف كندي، ولد في 1941 في أوتاوا في كندا.